# Гладенька огранка
Гладе́нька огра́нка — різновид огранки дорогоцінних каменів. Розрізняють плоску, округлу, опуклу (склепінчасту). Використовується для агату та інших непрозорих або напівпрозорих дорогоцінних каменів (бірюзи, лазуриту, опалу, місячного каменя, а іноді і прозорих, що мають природні вади, сапфіру, смарагду тощо).